# Bajío de la Mesa
Bajío de la Mesa är en ort i Mexiko.   Den ligger i kommunen Guadalupe y Calvo och delstaten Chihuahua, i den centrala delen av landet, 1 000 km nordväst om huvudstaden Mexico City. Bajío de la Mesa ligger 2 518 meter över havet och antalet invånare är 176.
Terrängen runt Bajío de la Mesa är huvudsakligen kuperad, men åt nordost är den platt. Runt Bajío de la Mesa är det mycket glesbefolkat, med 6 invånare per kvadratkilometer. Närmaste större samhälle är Aserradero las Delicias, 3,6 km nordost om Bajío de la Mesa. I omgivningarna runt Bajío de la Mesa växer huvudsakligen savannskog.